# Wierzchołek (geometria)
Wierzchołek – wspólna nazwa kilku pojęć geometrii, zarówno płaskiej, jak i przestrzennej. W każdym przypadku wierzchołek to rodzaj punktu.

## Planimetria
- Wierzchołek kąta płaskiego to punkt wspólny jego ramion – dwóch półprostych, które go tworzą[1].
- Definiuje też się wierzchołek figur geometrycznych, w których można wyróżnić podstawę i najdalej położony od niej punkt, np. w trójkącie[potrzebny przypis].

## Stereometria

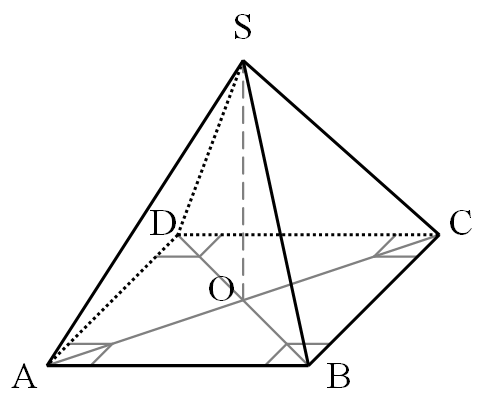
Ostrosłup z zaznaczonymi wierzchołkami (A, B, C, D, S)

- Wierzchołek bryły to szczególny punkt definiowany dla brył takich jak m.in. stożek czy ostrosłup, który jest najbardziej oddalony od podstawy. Obierając jako podstawę różne ściany, otrzymuje się różne wierzchołki, np. w ostrosłupie. Wierzchołek (S) ułatwia zdefiniowanie wysokości bryły (SO), jako odcinka opuszczonego prostopadle z wierzchołka ku podstawie (ABCD).
- Dla wielościanów wierzchołek może być zdefiniowany niezależnie od podstawy jako wspólny punkt co najmniej trzech ścian.
- Wierzchołek powierzchni stożkowej to definiujący ją punkt, z którego wychodzą tworzące ją proste[2].

## Linie płaskie lub przestrzenne
- Wierzchołek linii łamanej to wspólny punkt jej dowolnych dwóch boków – tworzących ją odcinków[3]. W szczególności: wierzchołek wielokąta to wspólny punkt jego dowolnych dwóch boków[4].
- Wierzchołek krzywej to punkt, w którym jej promień krzywizny osiąga ekstremum[potrzebny przypis]. Definicja wskazuje na sposób znajdowania wierzchołków. Jeżeli obliczenia okazują się zbyt trudne, można wyznaczyć punkt, w którym krzywizna osiąga ekstremum. Jest to możliwe, ponieważ oba parametry mają ekstrema w tych samych punktach, tylko że w miejscu, gdzie jeden osiąga maksimum – drugi ma minimum. Na przykład:
  - parabola ma jeden wierzchołek (z maksimum krzywizny);
  - elipsa ma 4 wierzchołki (2 z minimum i 2 z maksimum).